# شومونت،هوت مارن
شومونت هي بلدية في فرنسا،وعاصمة (أو محافظة ) مقاطعة هوت مارن . اعتبارًا من 2013 يبلغ عدد سكانها 23011 نسمة.
المدينة تقف على نهر مارن وتقع على خط السكة الحديد الذي يربط باريس وبازل،الذي يمتد على52 متر (171 قدم) طويل و600 متر (2,000 قدم) جسر طويل بني عام 1856.

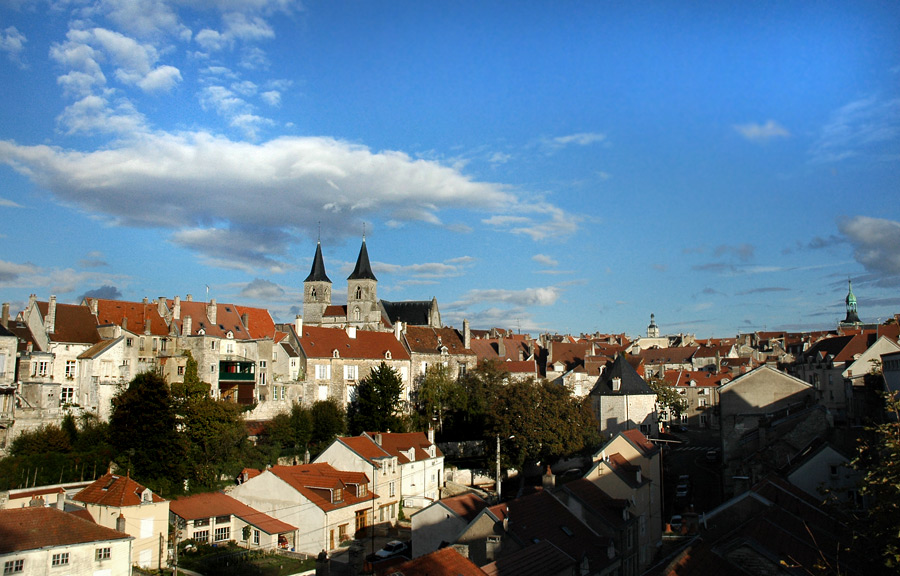
شومونت (هوت مارن) فييل فيل

## التاريخ

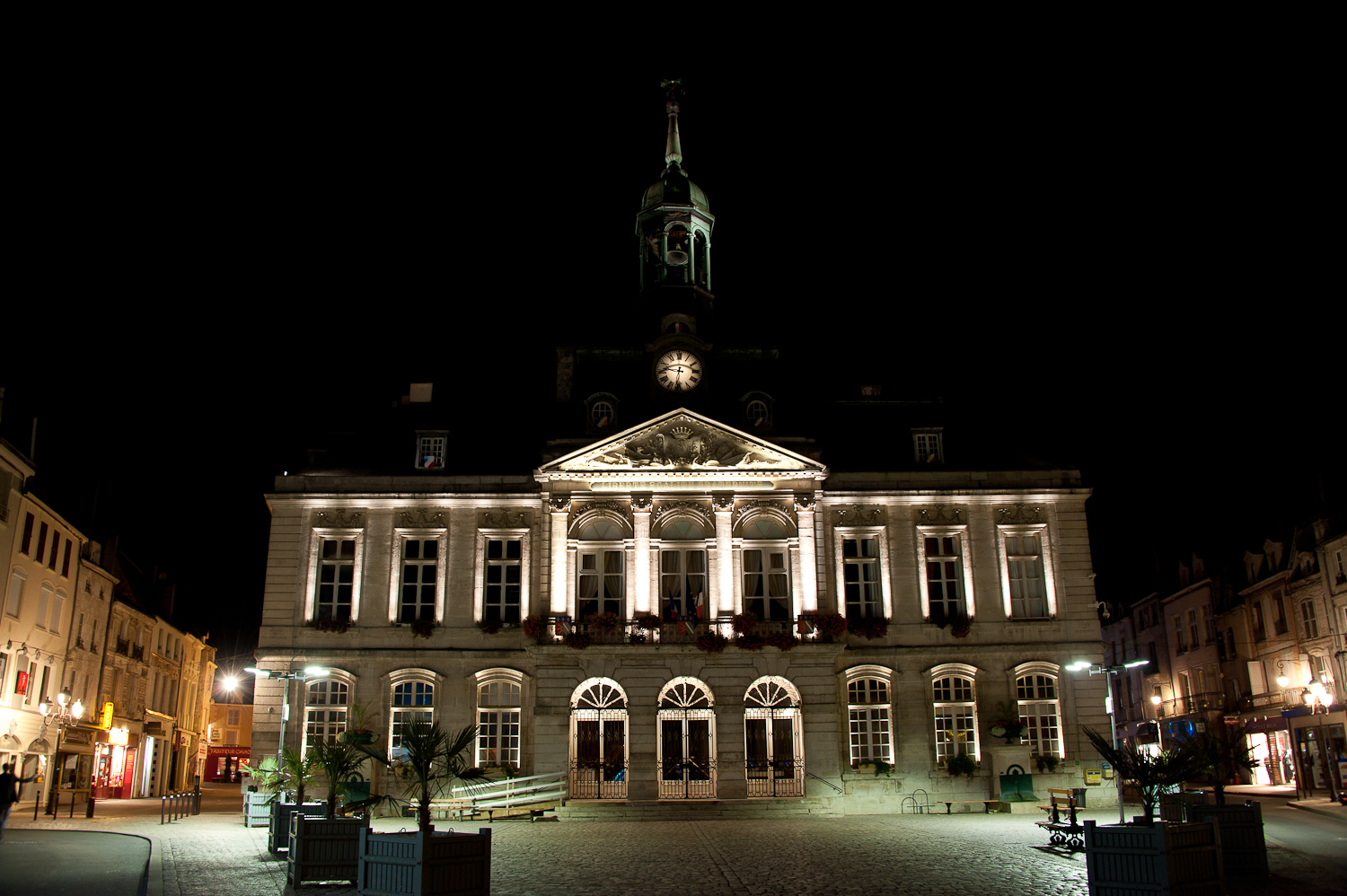
قاعة المدينه

تاريخياً، كان مقر كونتات باينسي ولاحقاً شمبانيا، مكاناً لمعاهدة هجومية ضد نابليون الأول وقعتها المملكة المتحدة والنمسا وبروسيا وروسيا في عام 1814.قُصفت شومونت في عامي 1940 و 1944 خلال الحرب العالمية الثانية.من عام1951إلى عام 1967،قامت القوات الجوية الأمريكية تحت إشراف الناتو بتشغيل قاعدة تشومون سيموتيرس الجوية في ضواحي المدينة.

## اشخاص
- إدم بوشاردون (1698-1762)،نحات
- لوسي ديكوس (مواليد 1981)،لاعبة جودو
- نيكول ريو (مواليد 1949) ،مغنية ومخرجة
- لوك شاتيل (مواليد 1964) ،سياسي
- دينيس ديكريس ( 1761-1820 )، وزير البحرية الفرنسية
- جان ماسون (1907-1964)، سياسي
- لويز ميشيل (1830–1905) ،أناركي
- كريستيان بينو (1904-1995) ،سياسي
- أندريه جودار (1881-1965)، مهندس معماري وعالم آثار
- جيني كوكران، موسيقي تجريبي

## رياضة
شومون فاللي بول 52 ،هو نادي كرة طائرة يلعب في
بور أي (الكرة الطائرة)، تم إنشاؤه في عام 1996.أصبح النادي بطل فرنسا في دوري الدرجة الأولى الفرنسي خلال موسم 2016-2017.احتلت المركز الثاني مرتين في موسمي 2017-2018 و2018-2019. في 2 أبريل 2017 ،ولأول مرة في تاريخها، أصبح سي في بي52 أحد المتأهلين للتصفيات النهائية في كأس التحدي 2016-2017سي في إي .في 7 أكتوبر 2017 في ميلوز، فاز سي في بي 52اتش ام باللقب الثاني بعد أن أصبح بطلاً لكأس السوبر الفرنسي. كما شارك النادي في دوري أبطال أوروبا سي إي في وكأس سي إي في .
شومونت إف سي هو نادٍ لكرة القدم تأسس عام 1957. التي قضت 16موسمًا في دوري الدرجة الثانية ( الدوري2)تحت اسم إي سي أي سي احتلت المركز الثاني في موسم 1971.
تم إنشاء الرجبي شومون إي سي أي سي في عام 1968. اللعب في سلسلة جراند إست الأولى لموسم 2018-2019. احتل النادي المركز الثاني في بطولة بورغندي السلسلة الثانية 2018 والثانية في بطولة جراند إست السلسلة الثانية 2019.
كرة اليد شومون 52 أو كرة اليد شومون إي سي أي سي، التي أُنشئت عام 1963. تلعب في الموسم الوطني 2 للسيدات منذ 2018-2019.
سلة شومونت إي سي أي سي، تم إنشاؤه عام 1946. اللعب في البطولة الإقليمية 2.
فينيكس دي شومون هو نادي كرة قدم أمريكي يلعب في التحدي الإقليمي جراند إست وصل إلى نهائي بطولة 2018 جراند إست الإقليمية للتحدي.
جمباز لا شومونتيس هو نادٍ للجمباز تأسس عام 1883 تحت اسم «الجمباز والرماية». وهي أيضًا أقدم جمعية في مدينة شومون.
غزاة قبر تشاومونت، هو الهوكي الرول على خط والهوكي النادي.
تم إنشاء نادي فيلو شومونتيس في عام 1923. الجمعية هي واحدة من أقدم الجمعيات في المدينة.

## المدن التوأم
وتشاومونت توأمة مع:
- باد ناوهايم هيس ألمانيا، منذ 1992
- سان، مالي، منذ 1995
- اوستكامب، غرب فلاندرز بلجيكا2005
- بيليف, جوادلوب، فرنسا، منذ ذلك الحين 2010
- تامسايد، أشتون أندر لين، مانشستر الكبرى، إنجلترا المملكة المتحده
- اوكلاهوما اواسو,الولايات المتحده منذ 2017[4]

## روابط خارجية
- الموقع الرسمي باللغة الفرنسية
- ملف كومونة INSEE
- صورة كنيسة شومونت: